# Phoradendron villosum
Phoradendron villosum es una especie de planta parásita perteneciente a la familia Santalaceae. 

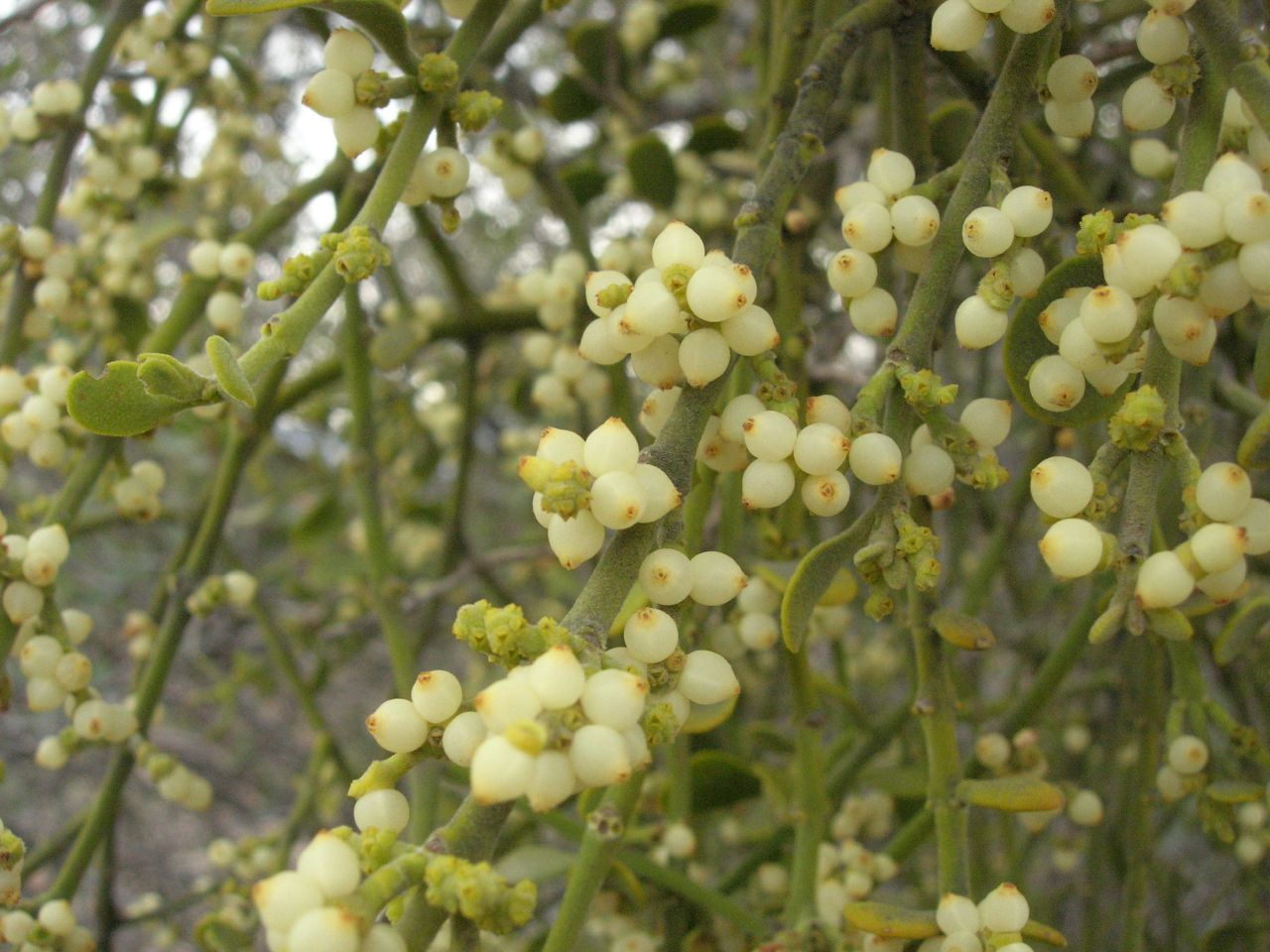
Inflorescencia

## Distribución y hábitat
Es originaria del oeste de Norteamérica donde se distribuye desde Oregón hasta el sur de México, en los bosques de robles y hábitats similares.

## Descripción
Este arbusto es una planta parásita que se hospeda en los árboles, preferentemente en las especies de robles y otros como manzanitas, laurel de California, y sumac. 
Es un arbusto que produce muchas ramas erectas de color gris-verde o amarillo-verde las cuales alcanzan hasta un metro de longitud. Los tallos tienen hojas pareadas, ovales, opuestas de unos 5 cm de largo por 2.5 de ancho. Como hemiparásito se hospeda en los árboles para obtener agua y nutrientes, pero contiene alguna clorofila y puede fotosintetizar alguna energía por sí mismo. Es una planta dioica, con individuos masculinos y femeninos que producen diferentes formas de inflorescencia; ambas son robustas, largas y agrupadas con pequeñas flores. Las flores femeninas producen unas bayas esféricas de color rosa pálido de 3 o 4 mm de ancho.

## Taxonomía
Phoradendron villosum fue descrita por Thomas Nuttall y publicado en Boston Journal of Natural History 6(2): 212. 1850
Sinonimia
Phoradendron villosum subsp. flavum (I.M. Johnst.) Wiens
- Phoradendron flavum I.M. Johnst.[2]